# Gefangenenpapier
Das Gefangenenpapier (auch Gefangenendokument) ist ein von fünf palästinensischen, in israelischer Haft sitzenden Politikern verfasster 18-Punkte-Plan mit dem Titel englisch „The Document of National Agreement“ („Plan zu Erhaltung der palästinensischen Einheit“). Prominentester Autor ist der Generalsekretär der Fatah, Marwan Barghuti. Das Dokument wurde am 11. Mai 2006 verfasst und fordert unter anderem
- einen unabhängigen palästinensischen Staat in den Grenzen von 1967 mit Jerusalem als Hauptstadt,
- die Freilassung aller von Israel inhaftierter Palästinenser,
- die palästinensische Befreiungsorganisation (PLO) als einzige Interessenvertretung der Palästinenser zu etablieren,
- den (gewaltsamen) Widerstand gegen die israelische Besatzung auf die 1967 besetzten Gebiete (Gazastreifen und Westjordanland) zu beschränken,
- eine Regierung der nationalen Koalition mit Fatah und Hamas zu bilden,
- ein uneingeschränktes Rückkehrrecht für alle palästinensischen Flüchtlinge und deren Entschädigung,
- die Bildung einer „palästinensischen Widerstandsfront“ als einheitliche Kampforganisation gegen die Besatzung,
- allgemeine, freie, demokratische und faire Wahlen zur Präsidentschaft, Legislative sowie den Lokal- und Gemeindeverwaltungen,
- internationale Anerkennung der Illegalität der von Israel gebauten Mauer und der israelischen Siedlungen.